# ロスキレ空港
ロスキレ空港（ロスキレくうこう、丁: Roskilde Lufthavne、英: Roskilde Airport）は、デンマーク・シェラン島東部にある空港。別名コペンハーゲン・ロスキレ空港 (Københavns Lufthavn, Roskilde) ともいう。ロスキレの南東7キロメートルの地点にある。
1973年にコペンハーゲン国際空港（カストラップ）の混雑緩和のために設置された。当時、コペンハーゲン周辺に3つの空港が構想されたが、建設されたのはロスキレ空港のみであった。運営はコペンハーゲン国際空港と同じコペンハーゲン空港会社（Københavns Lufthavne）であり、24時間運用が行なわれている。2018年の利用者数は約16,837人。

## 就航航空会社と就航都市

### 旅客便
| 航空会社                     | 就航地                               |
| ---------------------------- | ------------------------------------ |
| コペンハーゲン・エアタクシー | アンホルト島、レス島                 |
| スターリングエア             | エーア島、レングスデス、スヴェンボー |

## 配置部隊
ロスキレ空港敷地内にはデンマーク空軍捜索救難任務を担う第722飛行隊分遣隊が配置され、EH101 Mk.512捜索救難ヘリコプター用の格納庫とヘリポートが設置されている。
- デンマーク空軍
  - 第722飛行隊分遣隊 - EH101 Mk.512

## 空港へのアクセス
空港が所在するロスキレまではバスや電車が全国から接続されているが、空港へ乗り入れしているバスがほとんどないため、自家用車かタクシーによる移動となっている。ロスキレから空港までは8キロメートル、コペンハーゲンから空港までは40キロメートル。